# كريستوفر يونغ (لاعب دوري الرغبي)
كريستوفر يونغ (بالإنجليزية: Christopher Young)‏ هو لاعب دوري الرغبي بريطاني، ولد في 1945 في كينغستون أبون هال في المملكة المتحدة، وتوفي في 19 ديسمبر 2016.